# Parornix alpicola
Parornix alpicola là một loài bướm đêm thuộc họ Gracillariidae. Nó được tìm thấy ở Anpơ và Scotland, ở đó nó is confined to calcareous coastal hillsides on phía bắc coast, where the only known localities are the Invernaver National Nature Reserve và a spot on the phía đông side of Loch Eriboll.
Sải cánh dài 8–10 mm. Có một lứa một năm.
Ấu trùng ăn Dryas octopetala. Chúng ăn lá nơi chúng làm tổ. The larvae start by making a lower-surfsce epidermal corridor. Next, larvae begin to feed on the sponge parenchyma và later also on the palissade parenchyhma. This causes the initial corridor to become destroyed. The final mine is full depth và occupies about half of a leaf. It is located on one side of the midrib và is almost flat. Finally, the larva leaves the mine và spins a new leaf into a pod, that is eaten from the inside.

## Phân loại
Some authors consider Parornix alpicola to be a synonym of Parornix scoticella. Others argue that Parornix alpicola differs from scoticella in its much darker antenna, in having an even greater admixture of white in the pattern of the forewing và in having only the apical dot darker than the ground colour.
Furthermore, the Scottish population is often treated as the distinct subspecies leucostola